# Andreas Jungdal
Andreas Kristoffer Jungdal (Singapur, 22 de febrero de 2002) es un futbolista danés que juega como guardameta en el K. V. C. Westerlo de la Primera División de Bélgica.

## Trayectoria
Andreas nace en Singapur, donde su padre trabajaba para LEGO. Su familia regresa a Dinamarca y comienza a jugar al fútbol a los cinco años de edad en el Skibet IF en Vejle, antes de unirse al equipo principal de la ciudad, el Vejle Boldklub, en 2013. El 16 de julio de 2019 se une al fútbol base del AC Milan tras un período de prueba.
El 18 de octubre de 2021 renueva su contrato con el club hasta 2024, superando ese mismo año una enfermedad en los riñones que le apartó de los terrenos de juego durante unos pocos meses. El 10 de enero de 2023 sale cedido al SC Rheindorf Altach de la Bundesliga de Austria por seis meses.

## Clubes
Actualizado al último partido disputado el 27 de febrero de 2024.
| Club                         | País    | Año       | Partidos | Goles |
| ---------------------------- | ------- | --------- | -------- | ----- |
| A. C. Milan                  | Italia  | 2019-23   | 0        | 0     |
| SC Rheindorf Altach (cedido) | Austria | 2023      | 6        | 0     |
| U. S. Cremonese              | Italia  | 2023-act. | 20       | 0     |
| K. V. C. Westerlo (cedido)   | Bélgica | 2025-act. |          |       |